# Прапор Французького Судану

Пропорції: 2:3

Прапором Французького Судану був французький триколор, що використовувався у більшості французьких колоніальних володінь, з чорною фігурою з піднятими руками, так званою канагою .  Прапор продовжував використовуватися, коли колонія отримала автономію від Франції в 1958 році, але його кольори були змінені на зелений, жовтий і червоний із прийняттям прапора незалежної Федерації Малі в 1959 році.